# 章丘第四中学
章丘第四中学，简称章丘四中，是中华人民共和国山东省济南市章丘区五所高中之一，1957年建校，是山东省省级规范化学校。老校区位于章丘市明水白云路40号，北临百脉泉公园；新校区位于章丘区石河街。学校现有70个教学班，教职工近400人，在校生4300余名，是济南市重点高中。

## 新校区
章丘四中新校区于2015年12月25日正式开工建设，并于2017年秋季投入使用。章丘四中新校区地理位置优越，总占地339亩，总建筑面积11.6万平方米，容纳102个教学班(其中高中部72个班，初中部30个班)，在校学生5100人。建设有高中部教学区、宿舍区、科技活动及生活服务区、初中部、体育运动区、配套设施等六大区域，共十九座单体建筑。

## 办学成果
自1977年恢复高考以来，已培养出山东省高考理科状元2人。截至2013年5月，已考取省理科状元1人，济南市状元4人，已连续十余年每年都有学生考入北京大学、清华大学。近几年该校在高考中又取得突破，创造了名校录取和一本上线人数的新记录。其中，六人达到北大清华录取线，所报四人均被北大清华录取，是济南市凭高考成绩进入名校最多的学校。

## 获得奖项
自建校至今，章丘四中先后获全国外语实验学校、全国教育系统先进集体、全国科研兴校示范单位、中国宋庆龄少年儿童科技发明示范基地、全国创新型学校，是山东省省级规范化学校、山东省首批高中教学示范学校、山东省科普示范学校、山东省中小学素质教育工作先进单位、山东省依法治校示范学校等荣誉奖项。
在2012（首届）《全国最具特色中学》发布会上，章丘四中当选为“2012全国最具内涵特色学校”。

## 现任校长
•刘清涛

## 知名校友
•李金铭

## 学校官网
•山东省章丘第四中学